# Мелфа (Вирџинија)
Мелфа (енгл. Melfa) град је у америчкој савезној држави Вирџинија. По попису становништва из 2010. у њему је живело 408 становника.

## Демографија
Према попису становништва из 2010. у граду је живело 408 становника, што је 42 (9,3%) становника мање него 2000. године.
| Група             | 2000.       | 2010.       |
| Белци             | 364 (80,9%) | 329 (80,6%) |
| Афроамериканци    | 71 (15,8%)  | 62 (15,2%)  |
| Азијати           | 0 (0,0%)    | 0 (0,0%)    |
| Хиспаноамериканци | 10 (2,2%)   | 4 (1,0%)    |
| Укупно            | 450         | 408         |